# Huddinge kommun
Huddinge kommune ligger i det svenske Stockholms län i Södermanland.

## Byområder
Huddinge kommune har tre byområder.
I tabellen er opgivet antal indbyggere pr. 31. december 2020.
| #  | Byområde    | Indbyggere |
| -- | ----------- | ---------- |
| 1. | Stockholm   | 110 630*   |
| 2. | Vidja       | 882        |
| 3. | Gladö kvarn | 772        |

- *Den del  af Stockholm som ligger i Huddinge Kommune. Stockholm ligger også i følgende kommuner; Järfälla, Botkyrka, Haninge, Tyresö, Danderyd, Sollentuna, Solna, Stockholm, Nacka og Sundbyberg Kommune.

- Wikimedia Commons har flere filer relateret til Huddinge kommun

59°14′N 17°59′Ø / 59.23°N 17.98°Ø